# Karl Gustav Linden
Karl Gustaf (Karl Gustav) Linden, född 10 november 1909 i Katarina församling i Stockholms stad, död 9 mars 1972 i Adolf Fredriks församling i Stockholms län, var en svensk ämbetsman.
Linden avlade studentexamen 1929 och juris kandidat-examen vid Stockholms högskola 1936. Han gjorde tingstjänstgöring i Tjusts domsaga 1936–1939 och var fiskalsaspirant i Svea hovrätt 1939. Han tjänstgjorde 1939–1963 vid Försvarsdepartementet: som amanuens 1939–1943, som förste kanslisekreterare 1943–1947, som byråchef 1947–1951, som kansliråd 1951 och som expeditionschef 1951–1963. Han var därtill föredragande i Regeringsrätten 1940–1944. Han var chef för Försvarets radioanstalt från 1963 till sin död, först som överdirektör och från 1964 som generaldirektör.
Han var ordförande i Utredningen angående översyn av inskrivningsförordningen 1950–1958, Utredningen angående hålkortsanläggningar inom försvaret 1953, Centrala försvarsförvaltningens personalnämnd 1954, Flygtilläggsutredningen 1957–1958, Utredningen angående försvarets kommandoexpedition 1958, och Försvarets personaldelegation 1958–1963, Militära arbetstidsberedningen 1960. Han var också ledamot av Databehandlingskommittén 1955–1962.
Karl Gustav Linden invaldes 1957 som hedersledamot av Kungliga Örlogsmannasällskapet och 1967 som ledamot av Kungliga Krigsvetenskapsakademien.